# Drie stukken voor orgel (1905)
Drie stukken voor orgel is een compositie van de Engelse componist Frank Bridge uit 1905. Het werk van circa twaalf minuten tijdsduur schreef Bridge vlak nadat zijn Drie stukken voor orgel, boek 1 was voltooid. Dat werk werd pas in 1917 uitgegeven. Drie stukken voor orgel verscheen direct in drukvorm. Dat snel publiceren kwam waarschijnlijk doordat het tweede deeltje enige tijd populair was. In 1939 schreef de componist een andere set Drie stukken voor orgel.
De stukken worden alleen aangegeven door het tempo en toonsoort waarin ze gespeeld moeten worden:
1. Andante moderato in c mineur
2. Adagio in E majeur
3. Allegro con spirito in Bes majeur

## Discografie
- Uitgave Priory Records: Christopher Nickol (orgel) (opname 1995)